# Houssen
Houssen (prononcer [usən]  ; Hüssa ou Hùza en alsacien) est une commune française située dans la circonscription administrative du Haut-Rhin et, depuis le 1er janvier 2021, dans le territoire de la Collectivité européenne d'Alsace, en région Grand Est.
Cette commune se trouve dans la région historique et culturelle d'Alsace.

## Géographie

### Situation
Houssen est située à 5 km au nord de Colmar, entre l'Ill à l'est et la Fecht à l'ouest, au milieu d'une plaine favorable à l'agriculture. L'altitude moyenne du ban se situe à 184 m.
| Ostheim  | Ostheim |        |
| Bennwihr | Houssen | Colmar |
|          | Colmar  | Colmar |

### Bus Trace
Cette commune est desservie par les lignes et arrêts suivants :

#### Du lundi au samedi
|   |                                      | Parcours                                                                   | Arrêts dans la commune                                                          |
| - | ------------------------------------ | -------------------------------------------------------------------------- | ------------------------------------------------------------------------------- |
| 2 | Accessible aux personnes handicapées | Logelbach Centre Commercial - Théâtre - Ladhof - Houssen Centre Commercial | La Clairière, Houssen Centre, Quatre Vents, ZAC du Mariafeld, Centre Commercial |

### Hydrographie
La commune est dans le bassin versant du Rhin au sein du bassin Rhin-Meuse. Elle n'est drainée par aucun cours d'eau,.

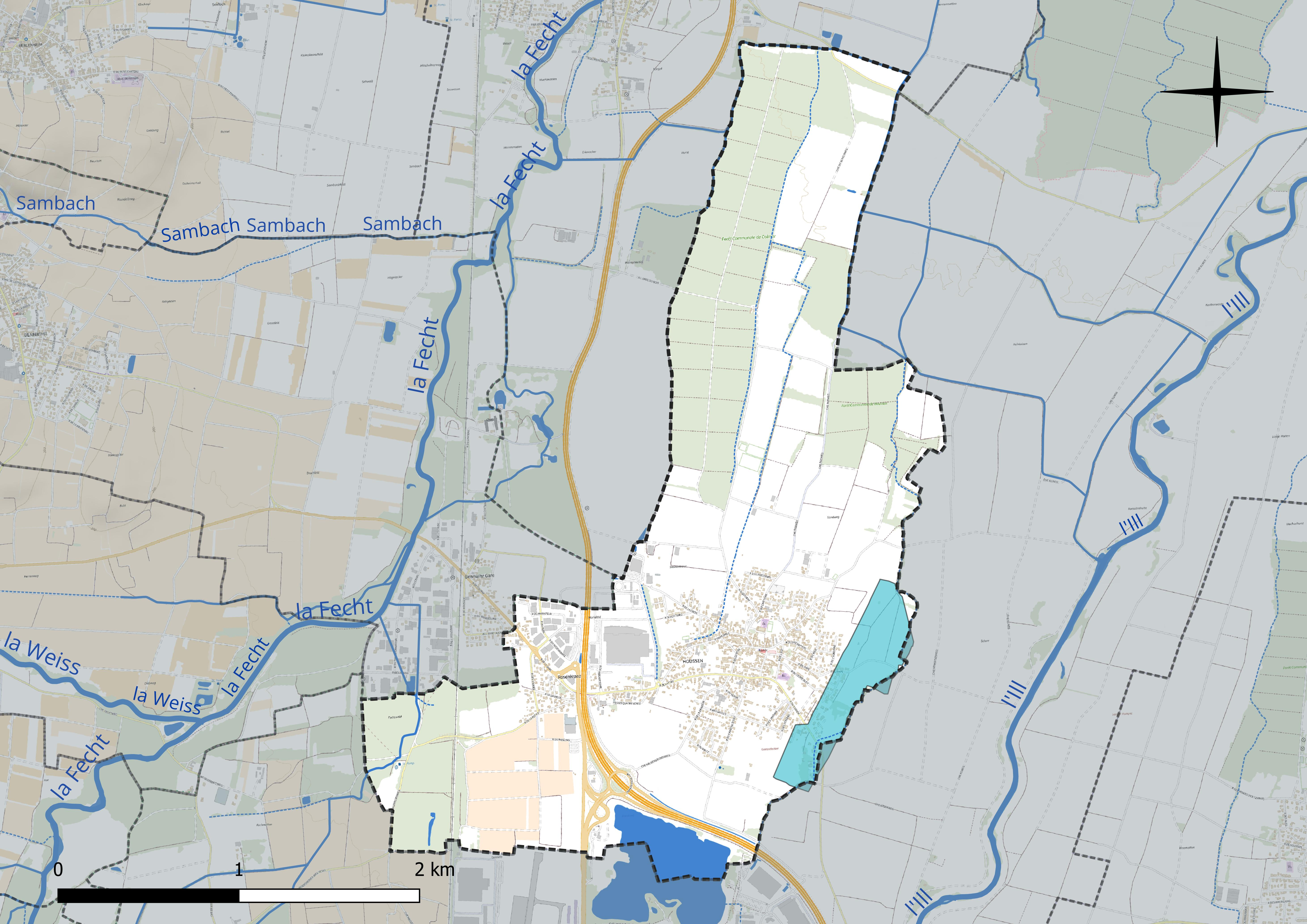
Réseau hydrographique de Houssen.

### Climat
Pour des articles plus généraux, voir Climat du Grand Est et Climat du Haut-Rhin.
En 2010, le climat de la commune est de type climat océanique altéré, selon une étude du Centre national de la recherche scientifique s'appuyant sur une série de données couvrant la période 1971-2000. En 2020, Météo-France publie une typologie des climats de la France métropolitaine dans laquelle la commune est exposée à un climat semi-continental et est dans une zone de transition entre les régions climatiques « Vosges » et « Alsace ». 
Pour la période 1971-2000, la température annuelle moyenne est de 10,5 °C, avec une amplitude thermique annuelle de 17,9 °C. Le cumul annuel moyen de précipitations est de 556 mm, avec 8 jours de précipitations en janvier et 8,9 jours en juillet. Pour la période 1991-2020, la température moyenne annuelle observée sur la station météorologique de Météo-France la plus proche, « Colmar-Inra », sur la commune de Colmar à 5 km à vol d'oiseau, est de 11,3 °C et le cumul annuel moyen de précipitations est de 558,0 mm. 
La température maximale relevée sur cette station est de 39,6 °C, atteinte le 13 août 2003 ; la température minimale est de −22,5 °C, atteinte le 22 février 1986,,. 
Les paramètres climatiques de la commune ont été estimés pour le milieu du siècle (2041-2070) selon différents scénarios d'émission de gaz à effet de serre à partir des nouvelles projections climatiques de référence DRIAS-2020. Ils sont consultables sur un site dédié publié par Météo-France en novembre 2022.

## Urbanisme

### Typologie
Au 1er janvier 2024, Houssen est catégorisée bourg rural, selon la nouvelle grille communale de densité à sept niveaux définie par l'Insee en 2022.
Elle appartient à l'unité urbaine de Colmar, une agglomération intra-départementale regroupant sept  communes, dont elle est une commune de la banlieue,,. Par ailleurs la commune fait partie de l'aire d'attraction de Colmar, dont elle est une commune de la couronne,. Cette aire, qui regroupe 95 communes, est catégorisée dans les aires de 50 000 à moins de 200 000 habitants,.

### Occupation des sols
L'occupation des sols de la commune, telle qu'elle ressort de la base de données européenne d’occupation biophysique des sols Corine Land Cover (CLC), est marquée par l'importance des territoires agricoles (48,2 % en 2018), en diminution par rapport à 1990 (53,4 %). La répartition détaillée en 2018 est la suivante : 
terres arables (37,2 %), forêts (27,8 %), zones urbanisées (20 %), cultures permanentes (7 %), zones agricoles hétérogènes (4 %), espaces verts artificialisés, non agricoles (3,2 %), zones industrielles ou commerciales et réseaux de communication (0,8 %). L'évolution de l’occupation des sols de la commune et de ses infrastructures peut être observée sur les différentes représentations cartographiques du territoire : la carte de Cassini (XVIIIe siècle), la carte d'état-major (1820-1866) et les cartes ou photos aériennes de l'IGN pour la période actuelle (1950 à aujourd'hui).

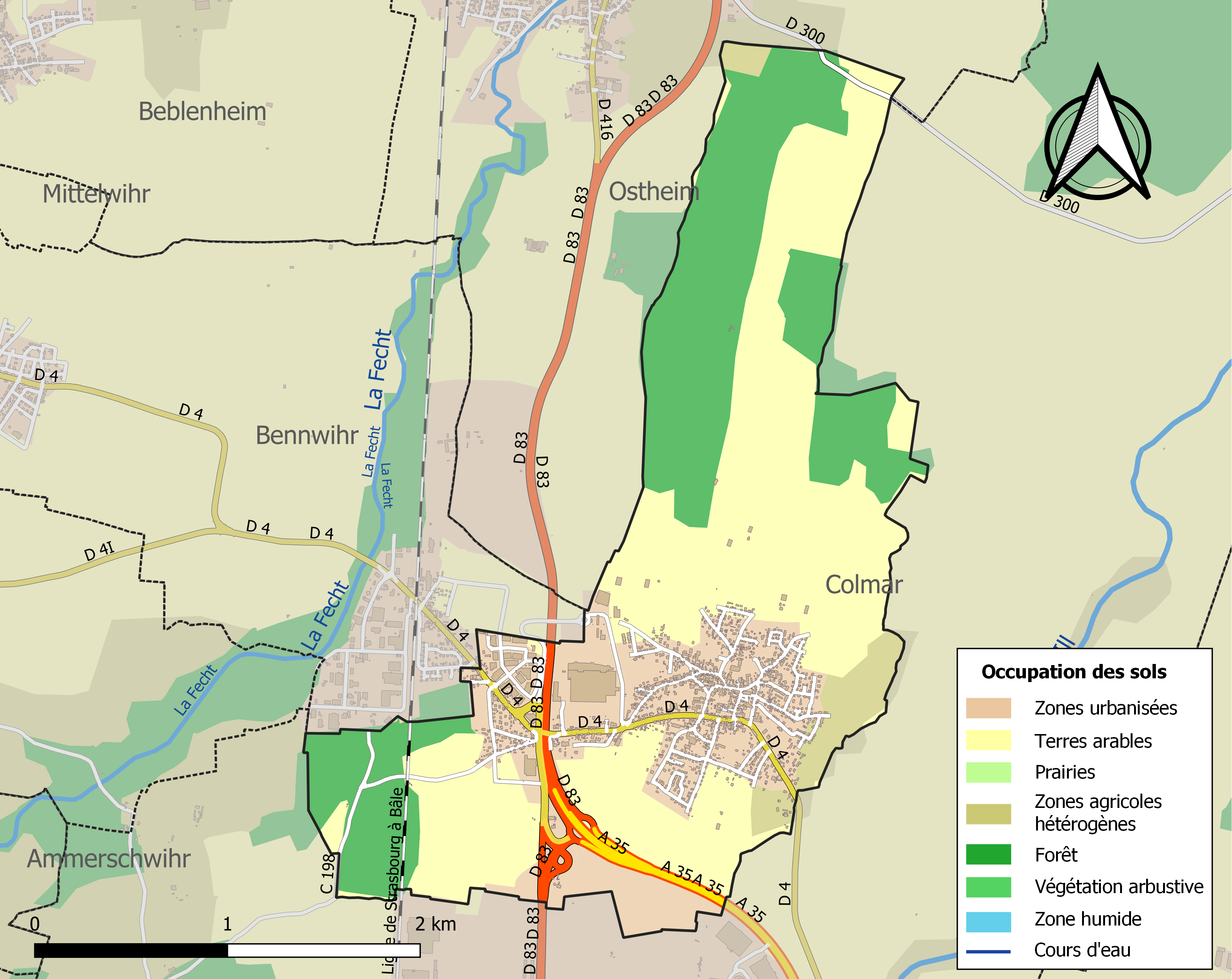
Carte des infrastructures et de l'occupation des sols de la commune en 2018 (CLC).

## Toponymie
Le nom vient de l'allemand « Haus », à savoir « maison, demeure ». En moyen haut-allemand, le pluriel en est « Husen »  tandis que, en allemand contemporain, cela donne plutôt « Häuser ». On retrouve les différentes formes en Alsace, en plus des formes ayant résulté des différents processus de francisation : « House »  ou « Hause ».

Généralement, on trouve ce terme en suffixe d'un autre nom ou adjectif. Le village de Houssen, dont le nom signifie donc « maisons », est donc une petite exception.

## Histoire

### Quelques dates
Houssen est mentionnée pour la première fois dans les archives, sous le nom de « Mansus Husen » dans un inventaire des biens de l'abbaye de Pairis daté de 1176.
À l'origine, Houssen était un fief impérial du château du Pflixbourg.
En 1315, le duc d'Autriche Frédéric le Bel de Habsbourg, prétendant au trône de l'Empire, donna le village en gage à Henri de Ribeaupierre. En 1348, le futur empereur Charles IV, pour l'instant roi des Romains, l'attribua aux seigneurs de Landskron avec l'accord de Henri de Ribeaupierre, mais en 1350, le village revint comme gage aux seigneurs de Ribeaupierre qui le gardèrent jusqu'à la Révolution française. Ceux-ci l'ont successivement donné en fief aux familles Vom Huse, d'Andlau et Vom Rust.
C'est à Houssen, chez la veuve du prévôt, qu'eut lieu le vol avec violence qui fut le point de départ de l'affaire Hirtzel Lévy.
Les revenus de Houssen semblent avoir été assez importants puisque deux grandes abbayes y comptaient des biens, celles de Pairis et de Marbach, mais son église dépendait de l'Évêché de Bâle.
Située sur un point stratégique, Houssen a été détruite à plus de 60 % lors de combats de libération de la poche de Colmar du 2 février 1945. Elle fut libérée le 25 janvier 1945, soit une semaine avant Colmar, par les soldats américains du 7e RIUS.

### Historique du nom
- Mansus Husen en 1176
- Mansus Huzen en 1198
- Husey en 1211
- Husen en 1259, 1278, 1328, 1429, 1533
- Villa Hausen en 1315
- Gemeinde gemeinlich zu Husen en 1363
- Durant l'occupation allemande, Houssen s'appelait Hausen.

### Héraldique
| Blason d'Houssen | Les armes d'Houssen se blasonnent ainsi : « Écartelé au premier et au quatrième de gueules à la croix tréflée d'argent, au second et au troisième d'or à trois écussons de gueules. » |

## Économie
La commune connaît un développement économique important, au cours des années 1990, avec l'installation des zones commerciales du Bühlfeld (hôtels - McDo) et du Mariafeld (Cora - Magvet), qui emploient près d'un millier de salariés.
L'aéroport de Colmar-Houssen, souvent situé à Houssen, est en fait implanté sur le ban de Colmar.

## Politique et administration

### Liste des maires

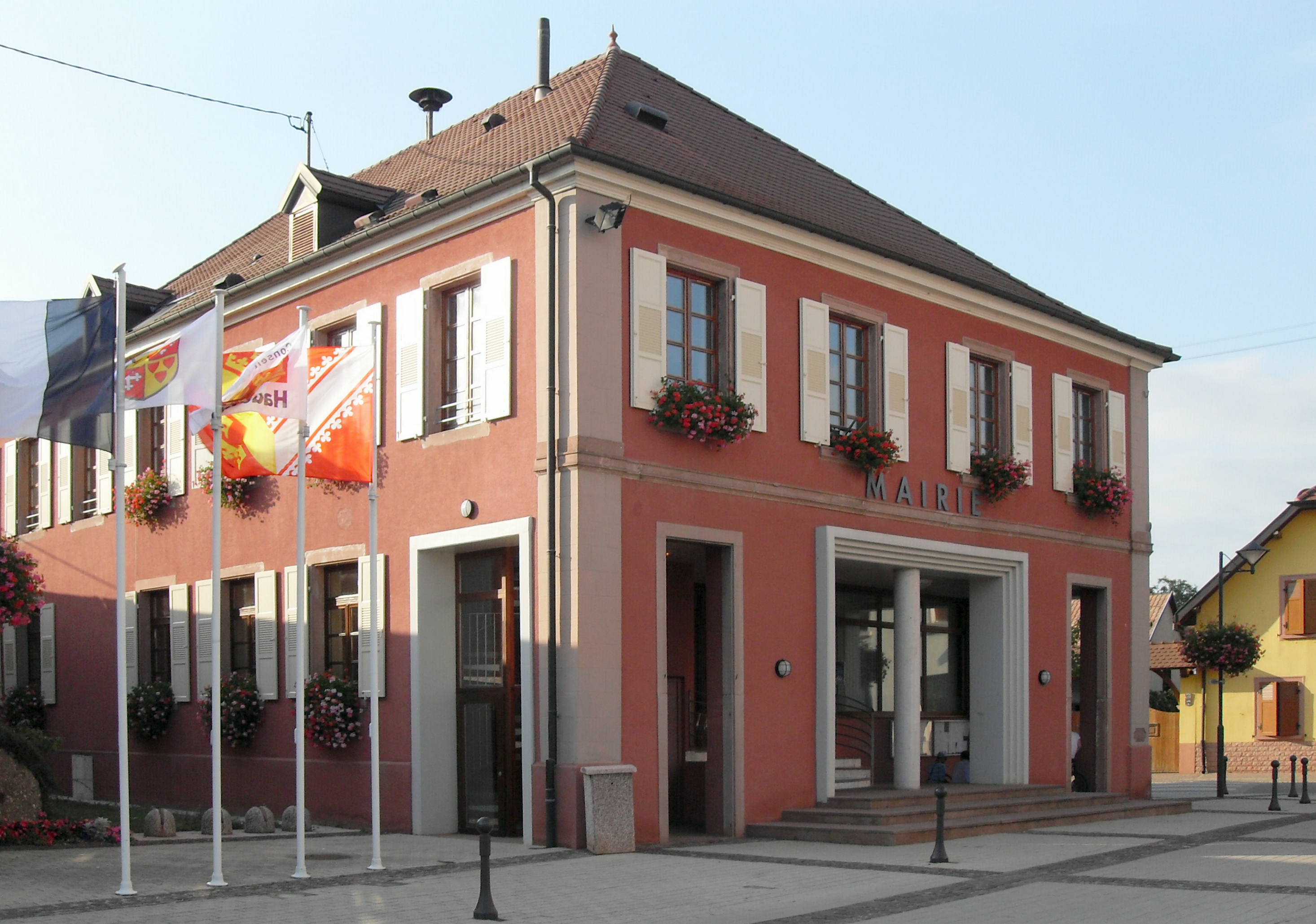
La mairie.

À noter que, en 1870, lorsque l'Allemagne reprit possession de l'Alsace, le tout nouvel empereur allemand Guillaume Ier (dont le couronnement aura lieu en 1871 en réalité), soucieux d'attirer la sympathie de ses nouveaux sujets, a demandé à son administration de respecter les mandats des maires en place à ce moment. Ce qui ne fut pas le cas de l'administration nazie en 1940.

## Démographie
L'évolution du nombre d'habitants est connue à travers les recensements de la population effectués dans la commune depuis 1793. Pour les communes de moins de 10 000 habitants, une enquête de recensement portant sur toute la population est réalisée tous les cinq ans, les populations de référence des années intermédiaires étant quant à elles estimées par interpolation ou extrapolation. Pour la commune, le premier recensement exhaustif entrant dans le cadre du nouveau dispositif a été réalisé en 2007.

En 2022, la commune comptait 2 358 habitants, en évolution de +8,91 % par rapport à 2016 (Haut-Rhin : +0,66 %, France hors Mayotte : +2,11 %).
| 1793 | 1800 | 1806 | 1821 | 1831  | 1836  | 1841  | 1846  | 1851  |
| ---- | ---- | ---- | ---- | ----- | ----- | ----- | ----- | ----- |
| 500  | 557  | 686  | 816  | 1 000 | 1 134 | 1 188 | 1 216 | 1 242 |

| 1856  | 1861  | 1866  | 1871  | 1875  | 1880  | 1885  | 1890  | 1895  |
| ----- | ----- | ----- | ----- | ----- | ----- | ----- | ----- | ----- |
| 1 128 | 1 168 | 1 257 | 1 287 | 1 119 | 1 181 | 1 133 | 1 170 | 1 087 |

| 1900  | 1905  | 1910  | 1921 | 1926 | 1931 | 1936 | 1946 | 1954 |
| ----- | ----- | ----- | ---- | ---- | ---- | ---- | ---- | ---- |
| 1 092 | 1 073 | 1 054 | 930  | 953  | 981  | 953  | 797  | 859  |

| 1962 | 1968  | 1975  | 1982  | 1990  | 1999  | 2006  | 2007  | 2012  |
| ---- | ----- | ----- | ----- | ----- | ----- | ----- | ----- | ----- |
| 987  | 1 081 | 1 094 | 1 219 | 1 348 | 1 578 | 1 643 | 1 652 | 1 831 |

| 2017  | 2022  | - | - | - | - | - | - | - |
| ----- | ----- | - | - | - | - | - | - | - |
| 2 249 | 2 358 | - | - | - | - | - | - | - |

## Lieux et monuments

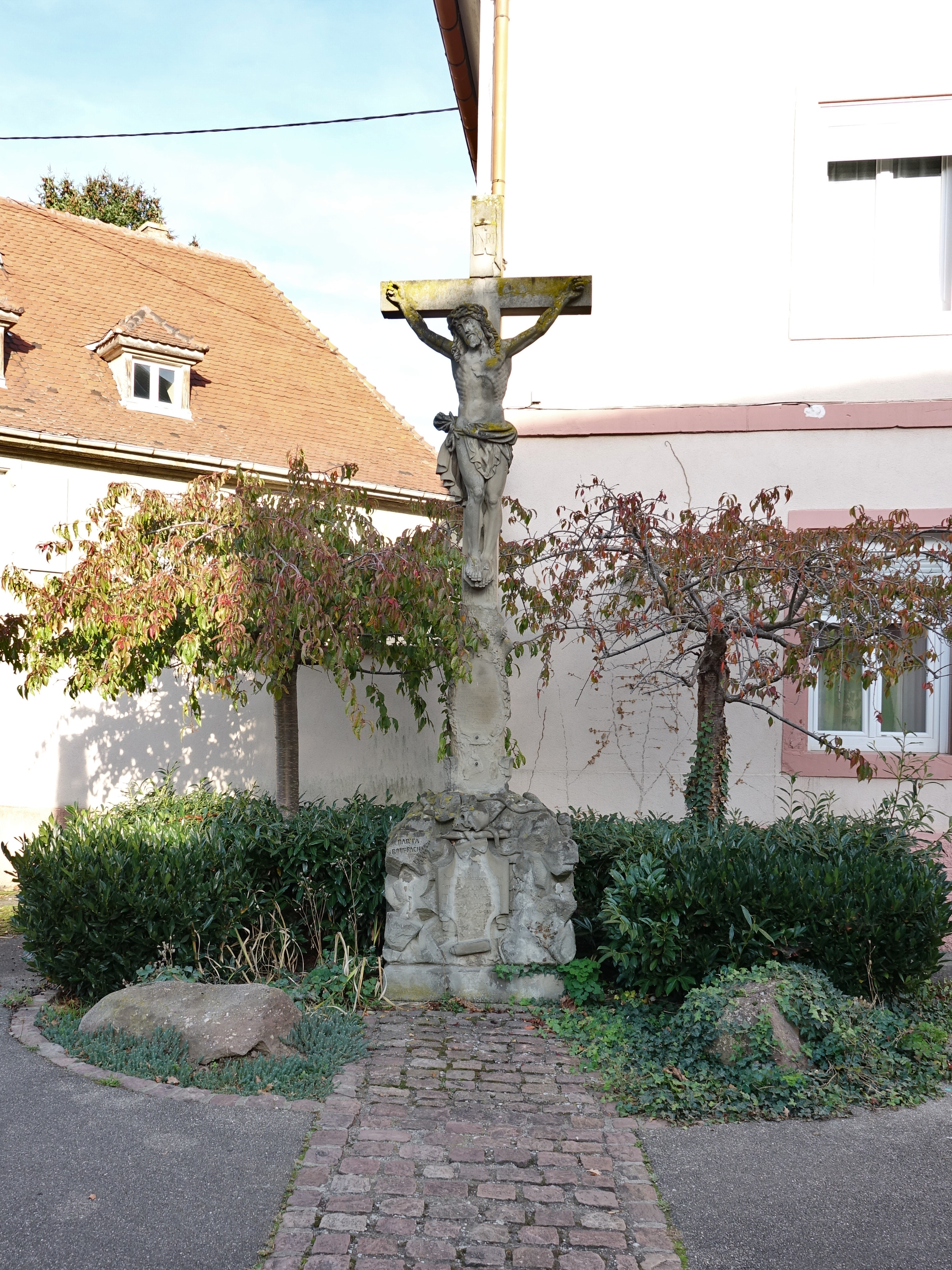
Le calvaire près de l'église.

- Église catholique ;
- Sépulture de l'âge du bronze ;
- Trésor de monnaies gauloises ;
- Trouvailles romaines ;
- Cimetière mérovingien.

## Personnalités liées à la commune
- Éric Straumann, député de la première circonscription du Haut-Rhin, ancien président du conseil départemental du Haut-Rhin.